# IC 3743
IC 3743 — галактика типу *4 (група зірок) у сузір'ї Діва.
Цей об'єкт міститься в оригінальній редакції індексного каталогу.